# Michael Cranford

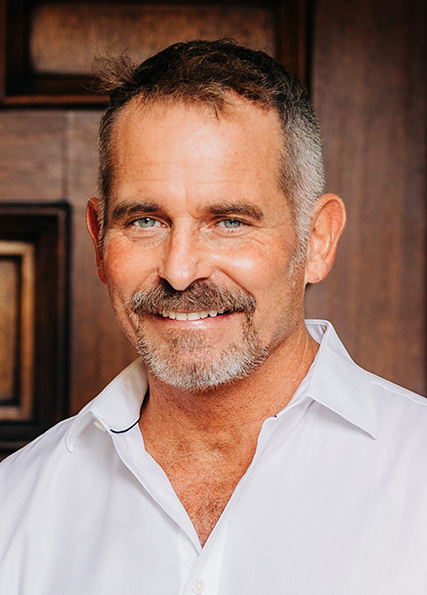
Michael Cranford vào năm 2021

Michael Cranford là nhà lập trình game và kỹ sư phần mềm. Ông hiện là Giám đốc Công nghệ của công ty Ninth Degree tại Dana Point, California, một công ty thiết kế web.
Ông là Giáo sư Kinh thánh học trong 8 năm tại đại học Biola và trường thần học Talbot tại La Mirada, California, đạt được học vị Tiến sĩ Thần học và một học vị Tiến sĩ Tôn giáo tại đại học Nam California. Ông đã học về kiến trúc tại đại học California tại Berkely và ông đạt được học vị triết học từ đại học California, và ông đã trở thành Tiến sĩ Triết học tại đại học Nam California, chú trọng vào lý luận và công nghệ.
Michael cũng là một nhà thiết kế game và nhà lập trình game. Ông được biết đến nhiều nhất như là một nhà thiết kế và lập trình của game The Bard's Tale năm 1985 và The Bard's Tale II: The Destiny Knight năm 1986 được phát hành bởi Interplay Productions. Ông cũng đã lập trình phiên bản cho máy tính Apple của game Donkey Kong, phiên bản máy Commodore 64 của game Super Zaxxon, cũng như là Maze Master. Trò chơi cuối cùng của ông là Centauri Alliance cho Brøderbund năm 1990. Ông đã rời ngành công nghiệp game để tiếp tục sự nghiệp tôn giáo, và không liên quan gì đến game The Bard's Tale III năm 1988.
Ông cũng đã xuất bản:
- "Drug Testing and the Obligation to Prevent Harm," in Laura P. Hartman and Joe DesJardines (eds.), Business Ethics: Decision-Making for Personal Integrity and Social Responsibility (Boston: McGraw Hill, 2007), 301-307.
- "Drug Testing and the Right to Privacy: Arguing the Ethics of Workplace Drug Testing," Journal of Business Ethics 17 (December 1998): 1805-1815. (Reprinted in Beauchamp & Bowie, eds., Ethical Theory and Business [6th & 7th editions.; New Jersey: Prentice Hall, 2001], 294-302.)
- "The Social Trajectory of Virtual Reality: Substantive Ethics in a World Without Constraints," Technology in Society 18 (1996): 79-92.